# Mico emiliae
Mico emiliae és una espècie de primat de la família dels cal·litríquids que viu al Brasil (estats de Pará, Rondônia i Mato Grosso).